# Калиш, Виталий Николаевич
Виталий Николаевич Калиш (укр. Віталій Миколайович Каліш; 21 мая 1941 год, Запорожье, Украинская ССР) — передовик производства, металлург, сталевар Запорожского электрометаллургического завода «Днепроспецсталь» имени А. М. Кузьмина, Запорожье, Украинская ССР. Герой Социалистического Труда (1982). Депутат Верховного Совета УССР 11 созыва и Верховного Совета СССР (1989—1991).

## Биография
Родился 21 мая 1941 году в рабочей семье в Запорожье. Получил среднее образование.
С 1959 года — рабочий, каменщик строительного управления треста «Павлоградшахтострой» Днепропетровской области. Служил в Советской армии.
С 1963 по 1971 год — каменщик, помощник сталевара Запорожского электрометаллургического завода «Днепроспецсталь» имени А. М. Кузьмина.
В 1971 году вступил в КПСС.
С 1971 года — сталевар Запорожского электрометаллургического завода «Днепроспецсталь» имени Кузьмина Запорожской области.
В 1982 году удостоен звания Героя Социалистического Труда «за выдающиеся производственные достижения по выпуску качественных сталей и сплавов, повышению производительности труда и проявленную трудовую доблесть».
Избирался депутатом Верховного Совета УССР 11 созыва и Верховного Совета СССР (1989—1991).
После выхода на пенсию проживает в Запорожье.

## Награды
- Герой Социалистического Труда — указом Президиума Верховного Совета СССР от 19 октября 1982 года
- Орден Ленина
- Почётный металлург СССР